# Afromera
Afromera is een geslacht van haften (Ephemeroptera) uit de familie Ephemeridae.

## Soorten
Het geslacht Afromera omvat de volgende soorten:
- Afromera aequatorialis
- Afromera congolana
- Afromera evae
- Afromera gilliesi
- Afromera natalensis
- Afromera troubati